# Baix Camp
Baix Camp is een comarca van de Spaanse autonome regio Catalonië. Het is onderdeel van de provincie Tarragona. In 2005 telde Baix Camp 167.889 inwoners op een oppervlakte van 866,3 km². De hoofdstad van de comarca is Reus.

## Gemeenten
| Gemeente                             | Inwoners | Gemeente                | Inwoners | Gemeente          | Inwoners |
| ------------------------------------ | -------- | ----------------------- | -------- | ----------------- | -------- |
| El Albiol                            | 333      | El Aleixar              | 767      | Alforja           | 1488     |
| Almoster                             | 1140     | Arbolí                  | 112      | La Argentera      | 161      |
| Les Borges del Camp                  | 1855     | Botarell                | 933      | Cambrils          | 26.209   |
| Capafonts                            | 110      | Castellvell del Camp    | 2340     | Colldejou         | 193      |
| Duesaigües                           | 205      | La Febró                | 58       | Maspujols         | 520      |
| Mont-roig del Camp                   | 8896     | Montbrió del Camp       | 1683     | Prades            | 612      |
| Pratdip                              | 692      | Reus                    | 99.505   | Riudecanyes       | 845      |
| Riudecols                            | 1097     | Riudoms                 | 5763     | La Selva del Camp | 4821     |
| Vandellòs i l'Hospitalet de l'Infant | 5008     | Vilanova de Escornalbou | 477      | Vilaplana         | 568      |
| Vinyols i els Arcs                   | 1498     |                         |          |                   |          |